# SST Records
SST Records è un'etichetta discografica indipendente fondata nel 1978 a Long Beach, in California, dal musicista Greg Ginn, chitarrista del gruppo hardcore punk americano dei Black Flag.

## Storia della SST
Nasce come ditta operante nel campo dell'elettronica, specializzata nella produzione di componenti per le radio amatoriali, chiamata Solid State Tuners. Successivamente Ginn converte la ditta, che prenderà il nome di SST Records, così da essere in grado di pubblicare l'EP Nervous Breakdown dei Black Flag, il cui bassista Chuck Dukowski lavora a sua volta per l'etichetta.
La SST è stata un punto di riferimento nella scena punk di Los Angeles negli anni 1980 e 1981, pubblicando diversi album dei Black Flag e di altri gruppi come Minutemen, Descendents, Stains e Saint Vitus, e da allora è sempre rimasta un importante simbolo della cultura underground della città. Ben presto l'etichetta aumenta il suo giro d'azione pubblicando dischi di gruppi al di fuori dell'area della California del sud, tra cui band del calibro di Soundgarden, Meat Puppets, Hüsker Dü, Sonic Youth, Dinosaur Jr., Negativland. A partire dalla fine degli anni '80, la SST ha prodotto inoltre numerosi dischi di musica Jazz, trasferendo nel contempo la propria sede presso Taylor, in Texas, ove si trova tuttora. Recentemente, vi sono state fra la SST alcuni gruppi che hanno in passato lavorato per l'etichetta, tra cui i citati Sonic Youth e Dinosaur Jr., considerevoli frizioni relative allo sfruttamento dei diritti d'autore.